# سيرج سعيد
سيرج سيد (11 نوفمبر 1985 بلبنان - ) هو لاعب كرة قدم لبناني في مركز الوسط. شارك مع منتخب لبنان لكرة القدم. أما مع النوادي، فقد لعب مع الراسينغ بيروت.

## وصلات خارجية
- سيرج سعيد على موقع ناشيونال فوتبول تيمز (الإنجليزية)
- سيرج سعيد على موقع Soccerway.com (الإنجليزية)